# Сугестология
Сугестологията е концепция за внушението, създадена от българския психотерапевт и педагог Георги Лозанов, който я определя като наука за внушението и за разкриване всестранни резерви на личността. Тя изучава сугестията (внушението) и десугестията (девнушението – освобождаване от внушения), намерила е приложение предимно в педагогиката (сугестопедия, десугестопедия, резервопедия) и в психотерапията (клинична сугестия, интегрална психотерапия).

## Сугестология
Думата сугестология произлиза от лат. suggero, suggesti, suggestum – подставям, подшушвам, внушавам и старогр. λόγος /логос/ – учение, наука. В своята монография „Сугестология“, 1971 г. Лозанов пише:
„Ние смятаме, че вече е време да се оформи такава една наука, тъй като е натрупан достатъчно експериментален материал и са изкристализирали необходимите предпоставки за изграждане обща теория на внушението. Особено нараснаха основанията ни за такова разбиране след създаването на сугестопедията като направление в педагогиката и същевременно като експериментален метод на сугестологията“ Библ. т.9, стр.7

Сугестологията има за обект на своето изследване човешката личност в нейното богато разнообразие и взаимовръзки със средата. Тя обръща внимание предимно на онези форми на отражение (психически реакции), които минават незабелязано, недостатъчно осъзнато или напълно неосъзнато за личността. Библ. т.9, стр.56, 81
Внушението като форма на отражение е съществен механизъм за уравновесяване на личността със средата. При това то предлага директен път за активиране на част от значителните резервни възможности на личността в процеса на нейното развитие. Библ. т.9, стр.257

Има много определения на термина „внушение“. Според Лозанов внушението в най-ярката му положителна форма е: 

„Организираното, психологически оркестрирано и хармонизирано с личността оползотворяване на съзнавано-парасъзнаваните стимули. То може да разкрие всестранните резерви на личността, включително и да стимулира нейните креативни сили“ Библ. т.11, стр.45

В своята сложност сугестивният процес е почти винаги съчетание на сугестия (внушение) и десугестия (девнушение – освобождаване от внушения). Библ. т.9, стр.194

### Основни понятия
1. Парасъзнание. 

То включва подсъзнанието или несъзнаваното както е дефинирано от множество автори, но е много по-обширно като понятие. Под парасъзнание се разбира повече или по-малко цялата несъзнавана психическа активност, тук се включва всичко, което е извън съзнанието за даден момент. Не всички нива на парасъзнанието са намерили място в сугестологичните експериментални разработки, но те са обединени в единна система във връзка с тяхното бъдещо разработване. 

Парасъзнанието включва: периферните перцепции (възприятия); емоционалните стимули; несъзнаваните придобити диспозиции в различните им варианти (несъзнаваните съставки на мотивацията, отношението, очакването и потребностите; инерционните и вторично автоматизираните процеси и др.); вродените и генетично обусловени инстинктивни тенденции; всички невербализирани автоматични дейности в тяхното психическо отражение; несъзнаваните автоматизирани елементи в рамките на съзнаваната психическа активност; екстероцептивните и интероцептивните субсензорни (подпрагови) стимули; вторият план на комуникативните процеси; многобройните несъзнавани форми на асоцииране, кодиране, символизиране, които имат информационен, алгоритмичен и препрограмиращ ефект върху личността; несъзнаваните страни на креативността (интуиция, вдъхновение); Библ. т.11, стр.62 – 63

2. Резерви на личността. 

Под резерви се разбира неизявените, но генетично заложени и опериращи предимно в парасъзнанието, многократно по-големи от ежедневните, възможности на личността, които при това се подчиняват в известна степен и на различни от обикновените психофизиологични закономерности. Примерно:
- хипермнезията – свръхприпомнянето при дълговременната памет. Тази свръхпамет надхвърля многократно възможностите на обикновената памет. Тя се проявява масово в сугестопедичното обучение.
- предизвикана хиперкреативност – сугестирана или автосугестирана творческа свръхпродуктивност. Активира се интуицията и се създават състояния, близки до вдъхновението, което външно се изразява в решително по-голямо от обикновеното творческо изявяване на личността. Сугестологичните експерименти показват, че художествените, музикалните и дори математическите изяви могат значително да се подобрят.
- сугестивен контрол и самоконтрол върху психическите функции, болката, кръвотечението, вегетативните функции, трофиката и др.

Разкриването на резервите се осъществява само при висока сугестивна организация, оркестрация и хармонизация на съзнавано-парасъзнаваните стимули. Библ. т.11, стр.36 – 37;Библ. т.24, стр.18 – 20
3. Периферни перцепции (възприятия). 

Те са съществен елемент на парасъзнанието, по сила и трайност са нормални надпрагови дразнители (походка, мимика, жестове, облекло, цялостно отношение към обучаемия, интонация, ритъм, окачените табла, декор и т.н). Когато обаче тези дразнители попаднат извън обсега на вниманието и съзнанието, което се случва непрекъснато, те придобиват качествата на подпрагови сигнали. Това положение е временно и динамично, в следващия момент тези сигнали могат отново да попаднат в центъра на вниманието и съзнанието, тоест те са динамично подпрагови и вземат участие в парасъзнаваната активност на личността. Те са свързани със съзнателно възприеманата програма и подсилват значително нейното усвояване.

Проведените опити показват, че периферните перцепции осъществяват дълговременната памет и най-често чрез тях се реализират и средствата на внушението. В сугестопедичните методики те се използват като цялостна и много важна система. Библ. т.11, стр.66 – 67

4. Неспецифични комуникативни средства (средства на внушението). 

След експериментални проучвания Лозанов достига до следните средства за осъществяване на внушението:
- престиж/авторитет – достоверност на източника; авторитет на здравата логика, на личността, на красотата в произведенията на изкуството, на учителя, на лекаря;
- инфантилизация – в смисъл на повишено доверие и възприемчивост, но при запазена критичност и себеконтрол;
- двуплановост (мимика, походка, говор, допълнителен декор и др.);
- интонация;
- ритъм;
- псевдопасивност – в смисъл на спокойна, ненапрегната, несмущаваща и контролирана активност. Тя е израз на добра вътрешна самодисциплина и в същото време е форма на концентративна саморелаксация. Библ. т.11, стр.68 – 72

5. Множествена личност. 

Всеки един от нас представлява синтез от множество личности. Дисоциация (раздвояване) на личността, в най-леките си форми е вродена във всеки човек. Различните емоционални състояния провокират проявата на различни интелектуални качества. В сугестопедичните курсове редица възрастни курсисти, а по-късно и деца демонстрират впечатляващи способности да усвояват учебния материал на креативно ниво. Те са учели с вдъхновение и са постигали невероятни резултати. Но извън курса блокират и прибягват до зубрачество. Това довежда до въвеждане на адаптивни курсове и допълнителни промени в методиката, с цел избягване на негативната дисоциация. За да се изведе на преден план личността, която е нужна за ускорено усвояване на учебния материал, обучението придобива вибриращ характер чрез немонотонното вибриращо поведение и вибриращата мека интонация на преподавателя. Също така курсистите си избират нови имена и биографии. Всичко това прави обучението много интересно и мотивиращо като се създават условия то да бъде десугестиращо, депрограмиращо (от внушените от обществената сугестивна норма ограничения) и интегративно, т.е. пренасящо усвоените знания от един вариант на личността в максимален брой други нейни варианти. Библ. т.11, стр.72 – 86
6. Обществена сугестивна норма. 

Сугестивно наложена от обществото норма, която се имплантира в нас и определя границите на нашата дейност и ефективност. Тя ни учи, че е невъзможно да запаметяваме повече и по-трайно, да ускорим нашето креативно развитие, да увеличим себеконтрола над психичните и физиологични функции и т.н. Библ. т.11, стр.86 – 88

Стига се до извода, че сугестивният процес е почти винаги съчетание на сугестия (внушение) и десугестия (девнушение – освобождаване от внушения). Библ. т.9, стр.194

7. Антисугестивни бариери. 

Те са психически защитни средства на личността, които приемат или отхвърлят различните сугестиращи въздействия:
- критично-логичната (разсъдъчна) бариера – отхвърля всякакво психическо въздействие, което противоречи на здравата логика и разумното в структурата на личността. Много често ние оформяме нашите преценки несъзнателно, а после ги „логифицираме“;
- интуитивно-афективната (емоционална или негативистична) бариера – отхвърля всичко, което не създава доверие и чувство на сигурност (в по-голямата си част това става несъзнателно);
- етичната бариера – отхвърля всичко, което противоречи на етичната структура на личността.

Болестната хипертрофия на критично-логичната бариера (при някои заболявания от психастения) я довежда до бариера на мъдърствуването, а на интуитивно-афективната (при някои хистерични заболявания) – до бариера на негативизма. Хипертрофия на етичната бариера се наблюдава при някои невротични заболявания. Според Лозанов преодоляването на бариерите означава съобразяване с тяхната индивидуална структура, в противен случай внушението е обречено на неуспех. Това е пътя за да се получат сугестопедичните свръхпаметови резултати и да се достигне до неоползотворените резерви на човешката психика. Социалното въздействие може да преформира антисугестивните бариери, докато при индивидуалните въздействия това става изолирано и транзиторно. Библ. т.9, стр.190 – 197;Библ. т.11, стр.88 – 90

### Видове внушения
1. По целенасоченост. 

а) общ сугестивен фон; 

б) преднамерени сугестии. Библ. т.9, стр.260

2. По словесна оформеност. 

а) словесни внушения – чрез самоуверен, нетърпящ възражение тон; внезапна и неочаквана заповед; тихи, ритмични, меки внушения и др.; 

б) безсловесни внушения – мимика; израз на очите; идеомоторни движения; природен и социален декор и др. Библ. т.9, стр.260

3. По степен на съзнателност. 

а) внушения със съзнателна съставка
- чрез използване авторитета на личността, на вярата, на догмата – внушаваща сила на догмата често в историята е завладявала и най-висшите научни и културни институти. Парижкият парламент с декрет от 1624 г., четвърт век след смъртта на Джордано Бруно, заплашва с изгнание ония, които публично защитават мнения противни на Аристотел; а Сорбоната обяви в 1629 г., че който противоречи на Аристотел, противоречи на църквата;
- шокови методи – внезапно шоково внушение, което изненадва със своята сила (повишения звук на рекламите, крещенето в армията) и грубост. Някои от тези методи се отличават с изключителна грубост – използвани са насилствени упражнения, болезнен електрически ток, внушен страхов афект и др. Техният шоков характер крие сериозни недостатъци за лекуваните. Те са използвани най-често във военновременна обстановка;
- продължителни, еднообразни, ритмични въздействия (еднообразна монотонна интонация, ритъм, музика и т.н.) – може доведат до хипноза;
- логично объркване и дезориентиране – чрез системи от объркващи разговори, неясни асоциации, неправилни разсъждения се създава състояние на объркване, при което уверено, бързо и настойчиво се подават внушения. Този метод се използва и за предизвикване на хипноза;
- използване на медикаментозни средства, водещи до отпуснатост и сънливост – до тях се прибягва само в крайни случаи; 

- физиологични методи – чрез хипервентилация може да се предизвика леко воалиране (снижаване яснотата) на съзнанието, което улеснява внушението;
- ларвирано или косвено внушение (плацеботерапия) – дава се индиферентно средство (плацебо) с внушението, че то ще окаже определен силен ефект (използва се и при сугестопедията);
- мотивирано внушение – добрата логическа издържаност и мотивировка повишават внушаемостта (използва се и при сугестопедията);
- метод на задоволяващите очаквания (предложен от Лозанов през 1963 г.) – отправят се внушения, които са подразбрани, че се очакват от пациента, докато вниманието му е ангажирано с тях, се отправя истинското лечебно внушение;

При първите шест метода се постига снижаване яснотата на съзнанието, което е налице и при най-естествените състояния на отпуснатост, сънливост, отпадналост. Библ. т.9, стр.261 – 264
б) внушения без съзнателна съставка – тук спадат огромна част от внушенията, които създават общия сугестивен фон:
- шепнещ метод (разработен от Лозанов през 1963 г.) – сугестиращите лечебни въздействия се подават под прага на различаването, а понякога и под прага на чуването;
- метод на съноподобното дишане (предложен от Лозанов през 1963 г.) – чрез съноподобно дишане, на което пациента започва да подражава, се повишава неговата внушаемост;
- други внушения без съзнателна съставка – редица неосъзнати дразнители, ако са добре отмерени по сила, могат да постъпят незабележимо по пътя на всички рецептори и да изиграят внушаваща роля (25-ия кадър в киното). Библ. т.9, стр.264

Лозанов създава и други методи за внушение в клиничната практика: метод за „внушение без внушение“ (използват се очакванията на пациента, които има автосугестивен характер); метод на лекуващите реакции; метод на лекуващите минали болестни състояния; метод на обратното внушение. Библ. т.4, стр.67, 78 – 82

### Приложение
Средствата на внушението могат да обслужват всеки един от типовете комуникация, ролята им зависи от нивото на авторитарност:
- свободна комуникация – без да могат да се избегнат множеството нормални влияния, които постоянно изпитваме (съзнателно или несъзнателно);
- насочена неманипулативна комуникация – при свободна организация на множество нормални въздействащи фактори като: изкуство, престиж, периферни перцепции, емоционален фон и др., със запазване свободата на личността да избира. Този тип комуникация се използва в последния вариант на сугестопедията;
- клинична сугестия – частично манипулативна комуникация, с елементи на сугестивна дисоциация на личността;
- хипноза – манипулативна комуникация при почти пълна загуба на себеконтрол с дълбока и най-често трайна промяна на личността.

Според проф. Лозанов последните два типа следва да се прилагат само в медицината при болни със строго определена клинична индикация. Въпреки това, те могат да възникнат преднамерено или случайно и извън клиниката не само в различните варианти на т.нар. методи за ускорено обучение „Superlearning“ („Суперобучение“) и „Accelerative Learning“ („Ускорено Обучение“), където се прилагат т.нар. „guided“ („ръководени“) техники, но също и в масовото училище. Затова той съветва преподавателите да внимават с авторитарността и монотонията в училище (виж и статията Хипноза – „Методи и механизми“). Библ. т.11, стр.48 – 52

При използването на хипноза съществуват опасности, Лозанов пише за случай на хистерична слепота, продължила 14 години, която настъпила след хипнотичен сеанс, проведен от роднина лаик. Случаят е съобщен от създателя на автогенния тренинг Йоханес Шулц (1935). Шулц е извършил и собствени проучвания в 11 университетски клиники, както и в редица други болници и получава данни за над 100 увреждания на здравето след хипноза в рамките само на няколко години. 

Хипнотизираните веднъж показват увеличена готовност за нови хипнози не само по отношение на първия хипнотизатор, но и към всеки друг, който напомня на него. Известно е, че многократно хипнотизирваните се подават на диктуващи внушения отново и отново, много често без да съзнават това. Също така, хипнотичното влияние върху личността може да бъде много продължително, в своята практика Лозанов съобщава за три случая, при които постхипнотичните внушения са се запазили повече от 10 години. Проведените от него изследвания потвърждават, че в хипноза не само не се развиват нови креативни възможности, но съществуващите се ограничават, тъй като системно хипнотизирваните вече очакват всички нови решения да се вземат от хипнотизатора. Ето защо, той ограничава значително хипнотерапията в психиатричната клиника и започва лечебна работа главно с клиничната сугестия, която може да се прилага в клиниката с по-голяма свобода, но не е подходяща за учебния процес. Библ. т.11, стр.54 – 59

Внушение в будно състояние е използвано като средство за обезболяване при раждане и различни хирургични интервенции. През 1965 г. Лозанов става известен с прилагането на сугестивна, нехипнотична анестезия по време на коремна хирургическа операция, като е постигнат и допълнителен ефект на намалено кръвотечение и ускорен оздравителен период. Библ. т.9, стр.165 – 170;Външ. препр. т.1, 17:40 – 20:25

В монографията му са описани и случаи на излекувани пациенти от язвена болест, алергии, кожни заболявания и безвкусен диабет само чрез внушение в будно състояние. Библ. т.9, стр.171 – 173

Психотерапията под формата на внушение в будно състояние е използвана от Лозанов и при лечение на неврози, психопатии и някои форми на епилепсия. Библ. т.4, стр.83 – 86

През 1967 г. Лозанов достига до схващането за единен лечебен механизъм, който обуславя ефекта на повечето психолечебни методи (отрегиране, анализ, внушение в будно състояние и в хипноза, убеждение и превъзпитание). Въз основа на това той разработва т.нар. „интегрална психотерапия“, при която се използват максимално възможностите на много от съществуващите психотерапевтични методики, които според него имат и обща сугестивна база. Библ. т.9, стр.68 – 69;Библ. т.11, стр.28

Според Лозанов: „Едва ли съществува лечебно мероприятие, в което да не се вплита интимно и елементът внушение“. Библ. т.4, стр.77
Сугестологията има място в медицинската практика, където обикновеният клиничен тип внушение е основен лечебен метод в психотерапията; в учебно-възпитателния процес (сугестопедия); в изкуството, рекламата, търговията, спорта. Библ. т.9, стр.8 – 10, 12

## Сугестопедия / Резервопедия
Навлизането на Сугестологията в педагогиката довежда до създаване на Сугестопедията, която се явява и експериментален метод на Сугестологията. Библ. т.9, стр.7 – 8

През 1955 г., в научната статия „Въпроси на хипносугестията в светлината на учението на И. П. Павлов“, Сп. „Съвременна медицина“, бр. 9, стр. 74, д-р Лозанов споменава за първи път понятието внушение – сугестия. В статията са публикувани някои резултати и изводи от експериментите върху сугестивната хипермнезия (свръхприпомняне), наблюдавани тогава най-често по повод опитите на Лозанов с хипноза:
„Стига се до припомняне на неща, които обикновено не се задържат в съзнанието на здравия човек и за които не си даваме сметка, а те съществуват и влияят… спирайки вниманието си изборно върху интересуващи ни неща, съзнанието ни не е пропуснало да отбележи и съвсем незначителни и неинтересуващи ни неща, особено ако ги срещаме често, като например броя на стъпалата, които всеки ден изкачваме, броя на куките на закачалката, броя на копчетата на околните и т.н. Трябва да подчертаем, че тези явления нямат нищо общо с подсъзнанието на Фройд“.
Свръхприпомняне само чрез приложено внушение в нормално будно съзнание Лозанов наблюдава много ярко през 1955 г. при един негов пациент, който се е учил във вечерна гимназия, където при изпитване върху стихотворение на руски език е успял да го каже цялото без грешка, макар че го е чул само веднъж при разучаването. Този опит е повторен по-късно и при други хора, на които са предстояли тежки изпити. Така Лозанов достига до извода, че внушението в обикновено будно съзнание дава по-добри резултати, отколкото обучението в хипноза. Библ. т.9, стр.19 – 20
През 1964 г. опитите продължават в Катедрата по психиатрия при ИСУЛ с няколко големи учебни групи от възрастни и студенти, които изучават чужди езици. Постигнати са очакваните високи резултати, за които е информиран директорът на Научноизследователския институт по педагогика – акад. Сава Геновски и през 1965 г. е създадена научна група към института, която да проучи въпросите на обучението по чужди езици чрез сугестопедията, с ръководител проф. Емануил Шаранков (завеждащ Катедрата по психиатрия в ИСУЛ). Библ. т.9, стр.21 – 22

Така е поставено началото на няколко методически варианта на сугестопедията.
Според Лозанов: „Методите за ускорено обучение, вкл. „Superlearning“ („Суперобучение“), „Accelerative Learning“ („Ускорено Обучение“) и др., които са привлекли вниманието на много хора, представляват опити за имитация на различните варианти на неговите научни методи за преподаване/учене (след 1971 г. в сътрудничество с д-р Е. Гатева) вследствие строгите ограничения за предоставяне на информация, наложени от властите в съответните страни“ .

### Първи вариант (1966 – 1970)
Най-ранният методически вариант е създаден от д-р Лозанов в основания през 1966 г. и ръководен от него научноизследователски институт по Сугестология към Министерството на народната просвета. Първите научни статии публикувани от д-р Лозанов и посветени на него са:
- „Сугестопедията – път към хипермнезия в учебния процес“, Сп. „Народна просвета“, 1966, брой 6, стр. 23 – 41 – за първи път е публикуван термина сугестопедия на български език;
- „Suggestopaedia and Memory“, Proceedings of the International Psychosomatic Week, Rome, 1967, pp. 535 – 539 („Сугестопедия и памет“, Протоколи от Международната седмица по Психосоматика, Рим, 1967, стр. 535 – 539) – за първи път е публикуван термина сугестопедия на английски език. [1]

Този вариант на методиката започва да се развива през 1965 г. с проведеното експериментално изучаване на чужди езици единично и групово с курсисти от 15 до 55 години в Катедрата по психиатрия в ИСУЛ и под контрола на научната група по сугестопедия към Научноизследователския институт по педагогика. По време на обучението курсистите са будни, в напълно ясно съзнание и пълен себеконтрол. Най-често то се е провеждало така: един учебен час от 45 минути за преговор на взетия от предния ден материал, един учебен час за преподаване на новия учебен материал и накрая един учебен час – за сугестопедичен сеанс, при който се запаметява новия материал. Занятията са провеждани всеки ден след работно време. Благодарение на сугестопедичните сеанси курсистите се освобождават от домашно учене. Усвоените нови думи и изрази са средно 60 – 105, в отделни случаи – 150 и при две групи от по 6 обучаеми са направени сеанси с по 500 непознати думи. 

В случаите, когато преподавателят не е бил запознат с методиката, в едночасов разговор са му обяснявани принципите ѝ, ролята и силата на внушението както и неговите характерни черти. След това в хода на уроците е обучаван как непосредствено да преподава. Обучението на преподавателя е продължавало няколко месеца. 

В сугестопедичните сеанси е включван материал, който се нуждае от запаметяване. Граматиката, практиката и т.н се е водила по стандартните методики, но със значително по-бързо темпо, за да могат да се осмислят граматически запаметените думи и изрази и да се използват в разговор. 

Сугестопедичният сеанс се е провеждал така: непознатите думи и изрази се прочитат трикратно с един превод на български при специална интонационна импрегнация. През това време курсистите следят активно не само слухово, но и зрително напечатаната програма. След това остават напечатаната програма и се отпускат в пасивно разсеяно състояние, без да внимават, опитвайки се да се освободят от всякакви мисли и да отдъхват. В това състояние отново им се прочитат новите думи и изрази със специална интонационна импрегнация – този път веднъж трикратно и веднъж еднократно с по един превод на български. 

В най-общи черти интонационната импрегнация е следната: при първото произнасяне в интонацията се чувства като че ли се поставя задача, при второто произнасяне в интонацията се долавя мекота, нежност и подвеждащо успокоение, при третото произнасяне интонацията е твърда, рязка и властна. След това трикратно интонационно импрегниране целият списък от думи се произнася още веднъж, този път без трикратно повтаряне. Сега интонацията трябва до известна степен да отговаря на съдържанието на думата. От значение са също така и интервалите между отделните думи както и редица още психологически особености. 

След контролните проверки е установено, че запаметените думи, изрази и правилни отговори на въпроси по владеене на езика са усвоени средно над 90 % (дори три месеца и половина след провеждането на курса). Също така те активно са използвани от обучаемите при превод и при писмен отговор на въпроси. За около 20 дни английските групи са взели 1-ви том на Екерсли, а за около 30 дни френските – 1-ви том на Може. Библ. т.8, стр.34 – 41
Научноизследователската група по сугестопедия изготвя доклад за резултатите от проведените експерименти и през началото на 1966 г. към Научноизследователския институт по педагогика е създадена секция по сугестопедия с ръководител проф. Емануил Шаранков. Дейността на секцията бързо се разраства, експериментите продължават с нови групи, правят се опити и за изясняване на някои страни на внушението изобщо, както и за определяне границата на човешката памет. Така се стига до първия опит за запаметяване на 1000 нови френски думи и изрази за един сеанс. Ето какво споделя Лозанов: 

„Трябваше да се види вълнението, обхванало всички курсисти (15 души между 22 и 60 години, от двата пола, с най-различни професии) и преподавателката (Ив. Димитрова, редовен преподавател в Софийския университет), за да се разбере голямото чувство на отговорност, с което пристъпиха към този експеримент. 1000 думи в един сеанс, който да продължи един работен ден (и още един за запознаване с материала) – това е цифра, която тогава все още смущаваше. Мнозина от курсистите не вярваха, че ще се получи нещо. Предлагаха ни да се откажем от този опит. Все пак опитът се състоя …“ 

След проверка на писмените контролни работи е установено, че най-ниският резултат е 90 %, а средният – 98 %. Библ. т.9, стр.39 – 40
След този успех дейността на секцията по сугестопедия значително нараства, някои от проучванията надхвърлят рамките на педагогическия институт. Създадени са условия за по-нататъшна изследователска работа и на 6 октомври 1966 г. е основан първият Научноизследователски център по сугестология. На него са възложени задачи за научни изследвания в областта на психологията и физиологията на внушението, за разработване методиката на сугестопедията и за изследвания в редица сродни области на несъзнаваната психическа активност. Библ. т.9, стр.55
Поради големия интерес към работата на д-р Лозанов и поради ограничената информация по нея, този първи експериментален вариант е интерпретиран субективно (недопустимо от научна гледна точка според него) за да доведе до поява на първите методи на „Superlearning“. 

### Втори вариант (1971 – 1975)
Изследванията са продължили с нов методически вариант, който е представен в монографията (докторската дисертация) на д-р Лозанов „Сугестология“, 1971, София, допълнена и преиздадена като „Suggestology and Outlines of Suggestopedy“ („Сугестология и основи на Сугестопедията“) през 1978 г. в Ню Йорк, Лондон, Париж, през 1984 в Монреал и през 1985 г. в Богота. 

В този период (1971) и д-р Гатева започва своите изследвания (за внедряване на класическото изкуство), подкрепяна от д-р Лозанов, който оценява нейните експерименти като ползотворни за целите на Сугестопедията. 

Установено е, че антисугестивните бариери, по отношение възможностите на човешката памет, са значително хипертрофирани, което се дължи на установената обществена (сугестивна) норма за ограничените до определен обем паметови възможности, както и на действителното им намаляване с напредването на възрастта. Следователно сугестопедичната хипермнезия се дължи не толкова на сугестията за повишена възможност, а на десугестията за освобождаване от исторически и индивидуално изградената сугестия за твърде ограничените възможности на паметта и създаване условия за активиране на по-големия ѝ в действителност капацитет. Ако не беше така, внушението можеше само да предизвика вяра във възможностите, но без никакъв реален резултат. Става ясно, че сугестивният процес е почти винаги съчетания на сугестия и десугестия. Библ. т.9, стр.193 – 194
При извършените експериментални сугестопедични проучвания е установено, че: сугестивно-десугестивния процес, при който се преодоляват антисугестивните бариери и се създават нови сугестивни установки главно в несъзнаваната психическа активност, се извършва със средствата на внушението. Библ. т.9, стр.201 – 259

Извършени са и изследвания, които са потвърдили, че сугестопедията е безопасна за здравето и дори оказва благоприятно психотерапевтично въздействие върху някои функционални смущения, до голяма степен е премахнато напрежението, което съпровожда овладяването на непознат учебен материал. Въпреки бързите темпове на работа и големия обем на поднасяния материал, промените във висшата нервна дейност, сърдечно-съдовата система, очната електрочувствителност, работоспособността, вниманието и други изследвани функции на курсистите са слабо изразени. Те отговарят на промени, характерни за умствен труд със слаба интензивност. Библ. т.9, стр.359
И двата първи варианта имат успехи в международен план, тъй като постигат по-добри резултати от методите съществуващи по онова време.

Докато „Superlearning“ е наблегнал повече на първия вариант, „Accelerative Learning“ се развива предимно на основата на втория и е частично повлиян от третия. 

### Трети вариант (1976 – 1979)
През 1976 – 1977 г. вследствие изследванията на д-р Гатева и съдействието на д-р Лозанов се появява трети вариант. Той е представен в:
- монографията (докторската дисертация) на д-р Гатева „Глобализирано художествено изграждане на сугестопедичния учебен процес“, София, 1982, преиздадена като „Creating Wholeness Through Art“ („Изграждане на цялостност чрез изкуство“), Лондон, Минеаполис, 1991 и в съвместното
- „Сугестопедично практическо ръководство за преподаватели по чужди езици“, 1981 София, 1983 Рим, 1988 Ню Йорк, Лондон, Париж.

Между 1976 – 1979 г. някои от елементите на новия вариант са демонстрирани в САЩ и на други места, но поради ограниченията наложени от властите в съответните страни, д-р Лозанов и д-р Гатева не са имали възможност да проведат съответното обучение на преподавателите, които използват техните методи. В същото време те провеждат изследователски програми в седемнайсет експериментални държавни училища в България и три в Австрия, където техните методи са приложени по всички учебни предмети с голям успех и са оценени положително от двамата министри на образованието, родителите и учителите. 
През учебната 1975/76 г. в България се провежда сугестопедично обучение по четене и математика с първокласници от 15 експериментални училища в цялата страна (1500 ученика). За целите на експеримента са предоставени 13 контролни училища (1300 ученика). 

На края на учебната година резултатите са следните: експерименталните училища за една учебна година, без домашни работи и без да учат в събота (общо 99 учебни часа) овладяват на 91,5 % материала по четене и на 80,6 % материала по математика, който в масовото училище се изучава 2 учебни години. За сравнение контролните училища за една учебна година, с домашни работи и с учене в събота (общо 334 часа) овладяват 79,5 % от материала по четене и 64,8 % от материала по математика, който се полага за 1 учебна година. Библ. т.11, стр.174 – 178

През 1978 г. ЮНЕСКО организира експертна работна група, която да проучи сугестологията и сугестопедията.
При този вариант е въведено и особен тип освобождаващо-стимулиращо дидактизирано изкуство (музика, актьорство, литература), което е споено с учебното съдържание (оформено естетически в сугестопедични учебници, нагледни табла, игри и т.н.). С помощта на изкуството учебният материал „обраства“ с допълнителни емоционални стимули и периферни възприятия. Методиката е съобразена и със златното сечение на Фибоначи (златната пропорция). 

Чуждоезиковото обучение за възрастни е провеждано така:
- дешифровка (увод) – всеки нов урок е започвал с дешифриране на материала. Тя е кратка емоционално и логически сгъстена, така че в най-синтетичен вид се поднася най-важното от лексиката и граматиката, което е предвидено в сугестопедичния урок;
- активен концертен сеанс – използват се музикални произведения, които са емоционални, с богата мелодия и хармония (Хайдн, Моцарт, Бетовен). Преподавателят чете текста от урока като го интонира тържествено според характера на музикалното произведение (музикалния лад, темпото, динамиката). Курсистите следят в учебника едновременно текста на чуждия език, четен от преподавателя и съответния писмен превод на български език. По време на активния сеанс, голям обем систематизирана информация постъпва в парасъзнанието, където се намира и дълготрайната памет;
- пасивен (псевдопасивен) концертен сеанс – музикалните произведения са предкласически и се характеризират със строгост в съдържанието и формата и с интелектуална самовглъбеност. Преподавателят сяда удобно, правилно и много спокойно релаксиран, изчаква курсистите да подражават спонтанно и започва да чете нормално, както в обикновена реч и художествено, доколкото диалогът го изисква. Музиката в този сеанс е главно фон за релаксация, но тече със силата на нормален концерт. Курсистите слушат, учебникът е затворен;
- разработки – в следващите дни взетият урок се разработва чрез хорово четене, четене по роли, диалози, ролеви и дидактични игри и песни. По този начин се извлича в съзнанието, информацията постъпила в парасъзнанието по време на активния сеанс;
- изходно ниво – част от изходното ниво се взема няколко дни преди края на курса под формата на стимулиращи писмени контролни работи, разговори и т.н. По време на курса се дават леки контролни работи за стимулиране;
- заключителен ден – курсът приключва по тържествен начин, може и със спектакъл ако курсистите желаят това. Библ. т.10, стр.37 – 59

### Четвърти вариант (след 1980 г.)
Този вариант е представен в:
- „Сугестопедия – Десугестивно обучение. Комуникативен метод на скритите в нас резерви“ (лекционното резюме 1995 – 2004), София, 2005;
- „Suggestopaedia – Desuggestive Teaching. Communicative Method on the Level of the Hidden Reserves of the Human Mind“ Архив на оригинала от 2015-11-23 в Wayback Machine. (лекционното резюме 1995 – 2005), Vienna: International Centre for Desuggestology, 2005;
- „Suggestopedia / Reservopedia. Theory and practice of the liberating-stimulating pedagogy on the level of the hidden reserves of the human mind“ (Сугестопедия / Резервопедия. Теория и практика на освобождаващо-стимулиращата педагогика на нивото на скритите резерви на човешкия ум), Sofia, 2009.

Въведени са термините десугестология, десугестопедия (десугестивна педагогика) и резервология, резервопедия с цел да се подчертае вътрешната свобода на личността, комуникативното ѝ освобождаване, депрограмиране, десугестиране. Набляга се също на това, че сугестопедията е метод за разкриване на скритите в човека резерви на личността. Тяхното освобождаване и оползотворяване не се дължи на видимото влияние на преподавателя, а на съвместната работа между личността (групата) и преподавателя, основаваща се на искрено уважение. 

Ето какво пише проф. Лозанов: 

„От самото начало сугестопедията / резервопедията не е основана на клинични (командни) внушения, а на неманипулативно комуникативно внушение – като внушението на любящата майка или любящото дете, на класическото изкуство или на искрения и надежден, добър приятел, без настояване или авторитарност, само в хармонично общуване! За разкриване на резервите, това спонтанно абсорбирано внушение разчита на високия престиж, отличната организация на хармоничните комуникативни фактори, подкрепени от несъзнаваните периферни перцепции. Но някои неквалифицирани персони изтълкуваха сугестопедията като хипноза. Но сега с термина „десугестия“ (девнушение) не е възможно да се свърже хипнозата със сугестопедията / резервопедията, която изисква свобода на личността и вътрешна свобода.“ Библ. т.11, стр.9 – 10;Библ. т.24, стр.13 – 14
При този вариант се преминава от „артистично-глобална сугестопедия“ (третия вариант) към „десугестивна педагогика“ и резервопедия. При третия вариант се създават, макар и изключително рядко, условия за меко и съзнавано препрограмиране, докато при четвъртия последен вариант на сугестопедията / резервопедията се създават условия за спонтанно, активно, интегративно депрограмиране, което освобождава потенциалните възможности (резерви) на мозъка и ума. Библ. т.11, стр.88;Библ. т.24, стр.119
Сугестопедичен резервен комплекс:
- Паметовите резерви, резервите за интелектуална дейност и креативност както и резервите на цялостната личност се отварят;
- Обучението винаги е съпроводено с ефект на релаксация или поне без усещане на умора, макар че се преподава в пъти повече материал от стандартната методика;
- Сугестопедичното обучение винаги е приятно изживяване;
- То винаги има благоприятен образователен ефект, като смекчава агресивните тенденции в учащите и им помага да се хармонизират с обществото;
- Потвърдено е експериментално, че в случаите на функционални заболявания се наблюдава значителен психо-профилактичен и психотерапевтичен ефект;
- Засилва се имунната система, води до подобрение, успокоение и хармонизиране на обективни физиологични данни (ЕЕГ, кръвно налягане, пулс);
- Интегрира различните множествени личности на човека в една цялостна личност. Библ. т.11, стр.35;Библ. т.24, стр.26 – 28

Десугестологията / Резервологията се опира на следните психо-физиологични основи:
1. Изолирани съзнателни дейности не съществуват. Съзнанието и парасъзнанието винаги действат заедно;
2. Всеки приет стимул се асоциира, кодира, символизира многоизмерно и се свързва с различни минали състояния на ума;
3. В своята комплексност стимулите винаги се свързват с динамиката на доминиращата различна креативност на състоянието на ума. Библ. т.11, стр.91;Библ. т.24, стр.53

На базата на психо-физиологичните основи на Десугестологията / Резервологията са формулирани седемте закона на Сугестопедията / Резервопедията:
1. Любов;
2. Свобода;
3. Убеденост на учителя, че нещо необикновено се случва;
4. Многократно увеличен учебен материал;
5. Цяло – Част, Част – Цяло; Частта чрез Цялото;
6. Златната пропорция;
7. Използване на класическото изкуство и естетиката. Библ. т.24, стр.56 – 60

Лозанов завършва една от своите лекции с думите: „Използвай ума си и следвай сърцето си – това е Сугестопедията“. Външ. препр. т.3
Въз основа на психо-физиологичните основи и седемте закона са изградени конкретни групи от средства за оформяне на една или друга методика (напр. по различни предмети, за различни възрасти и т.н.). Те са обединени в три групи:
1. Психологически средства – включват цялостната организация на учебната комуникация (вкл. периферните перцепции);
2. Дидактически средства – включват динамичната йерархично-структурна глобалност на преподавания учебен материал, който трябва да бъде от 2 – 3 до 10 пъти по-голям от това, което предвижда традиционното обучение;
3. Аритистични средства – включват средствата на изкуството, които въвеждат на втори план изобилие от хармонизирани периферни възприятия, създават приятна атмосфера, повишават сугестивната нагласа за разкриване на резерви, отношението, мотивацията и очакването. Библ. т.11, стр.98 – 101;Библ. т.24, стр.61 – 63

Специфичното сугестопедично изкуство (разработено от д-р Гатева) се използва и при този вариант но по-меко, с някои малки изменения във връзка с последното развитие на резервопедията. Библ. т.11, стр.103;Библ. т.24, стр.65
Структурата на урока по чужд език е почти същата като при третия вариант с някои изменения предимно в комуникативната позиция на учител – курсист, като отново е съобразена със златната пропорция. Глобалният естетически елемент продължава да играе важна роля в учебниците, нагледните табла, игрите, декора в учебните зали и т.н. Библ. т.11, стр.130 – 148;Библ. т.24, стр.147 – 162

### Изводи
1. Сугестопедията / Резервопедията не е: хипноза; НЛП; упражнения за визуализация или ръководени фантазии; упражнения за дишане; използване алфа вълните на мозъка; бавна барокова музика; техники от „Суперлърнинг“; столове с подвижни облегалки; магически хапчета; специални диети; касети, записи и т.н. Библ. т.11, стр.201
2. Сугестопедията / Резервопедията използва: класическо изкуство; плацебо; парасъзнание; релаксация под формата на успокоение; периферни възприятия; средствата за внушение; множествената личност; вибрираща релаксативна методология; нови имена и биографии; песни; смях; специфична глобалност; златното сечение; цялата естетическа организация като метод; насочена неманипулативна комуникация; от особено значение е и обучението на преподавателя. Библ. т.11, стр.201 – 202;Библ. т.23, стр.127

### Разпространение по света
Сугестопедията е използвана в много страни по света (макар и не толкова успешно навсякъде): Канада, САЩ, Русия, Германия, Унгария, Уелс (Великобритания), Франция, Швейцария, Дания, Австрия, Швеция, Норвегия, Япония, Австралия, Нова Зеландия и др. 
В България през 1979 г. проф. Лозанов е поставен под домашен арест за 10 години (до промените през 1989 г.). През този период са прекратени лекциите му в университета и по телевизията, забранено му е да пътува, да води кореспонденция, да публикува, да говори по телефона с чужбина и т.н. Разрешено му е само да се движи между дома и института. През това време имитатори от чужбина предлагат на света техни варианти от негово име, които нямат нищо общо с истинската Сугестопедия. Библ. т.11, стр.17 – 18;

Според Лозанов, някъде от определено ниво е спъвано развитието на Сугестопедията в България и за това след 1989 г., той тръгва по чужбина. Външ. препр. т.3
Автентичната сугестопедия е приложена неуспешно на някои места, поради:
- Неточен превод на произведенията на д-р Лозанов;
- Погрешно интерпретиране на методиката;
- Създаване на различни варианти, които нямат нищо общо с идеите на д-р Лозанов. [3]

Прилагана в областта на чуждоезиковото обучение в САЩ, през периода 1968 – 1990 г. сугестопедията дава начало на нови школи и разклонения (SALT, Superlearning, Accelerated Learning, OptimaLearning, Pars Omni, Quantum Learning). Адаптирането е направено с цел тя да се приложи по-успешно в местните условия, както и за да отговори на изискванията на американската образователна система. През този период се отличават преподавателите: Л. Ескамила (Pars Omni), Б. ДиПортър (Quantum Learning), И. Бързаков (OptimaLearning), Б. Карстетър (Integral Learnig) и Л. Кейсън (21st Century). 
За разлика от САЩ преподавателите в Канада се опитват да се придържат към сугестопедията на д-р Лозанов, доколкото позволяват стандартите на образователната канадска система и политика. Още през 70-те години на 20 век Канада я прилага в двуезична програма за подготовка на своите държавни служители. 
В Европа и Азия по-голямата част от страните следват автентичната сугестопедия и само в отделни страни има опити за модифициране. Страните, в които тя се прилага и утвърждава, са: СССР, ГДР, Унгария, Уелс (Великобритания), Франция и Австрия, последвани от Япония през 80-те години на 20 век. Множество преподаватели посвещават кариерата си на утвърждаването ѝ не само в своите страни, но и по света: Й. Талфрин (Уелс), Ф. Саферис (Франция), Ф. Беер (Австрия), М. Рабчак и Е. Сзолонтай (Унгария), К. Йенике (ГДР), С. Ики (Япония) и Г. Китайгородска (СССР). 
Проф. Лозанов завършва последната си публикувана книга с думите: 

„С помощта на моите прекрасни и благородни приятели от целия свят, аз направих, каквото можах. Надявам се, че бъдещите поколения ще последват нашите стъпки. Това е перспектива за една нова култура.“ Библ. т.24, стр.219

## Признание

### ЮНЕСКО
През 1978 г. ЮНЕСКО организира експертна работна група, която да проучи сугестологията и сугестопедията. В тази връзка, през ноември същата година, с цел първоначално запознаване на експертната група, са изготвени два документа на английски език: 

1. Работен документ „Сугестология и Сугестопедия – теория и практика“, Г. Лозанов (1978), Доктор на медицинските науки, Директор на Изследователския институт по Сугестология, София.

2. Доклад относно метода на сугестологията/сугестопедията, Fajda Winnykamen (1978), университет „Рене Декарт“ – Париж. Докладът се базира на проучване, извършено през септември и октомври 1978 г. В него са отразени: 

- основни положения и концепции на сугестологията
- наблюдения и резултати от езиково обучение за възрастни в София, Отава, Монреал и Париж и
- установени факти и резултати от обучението в експериментални начални училища в София и Пловдив, заснети и на филм. Външ. препр. т.1, 51:50 – 1:32:15

Експертната работна група на ЮНЕСКО (19 експерта от Канада, САЩ, Франция, Унгария, Полша, ГДР и Румъния и 6 от България) се събира в София и през периода 11 – 16 декември 1978 г. проучва на място сугестологията/сугестопедията. Резюме от протоколите на нейните съвещания е публикувано не в България, а в САЩ (Journal of Suggestive Accelerative Learning and Teaching, Volume 3, Number 3, Fall 1978 ).

Окончателният доклад на ЮНЕСКО е изготвен и публикуван на френски език, две години по-късно през декември 1980 г. В него са дадени следните препоръки (стр.22 – 26), публикувани тук без съкращения, като е запазена и оригиналната номерация:
VI. Препоръки.
1. Участниците в работната група в София, дошли от различни страни и поканени лично, споделиха своя опит в областта на сугестопедията, сравниха своите теоретични постановки, с критичен анализ в някои случаи, посетиха действащи сугестопедични класове и участваха във визуална демонстрация на ефективността на метода.
2. Представените разностранни доказателства – практики, директни сравнения, наблюдения в клас, както визуално на място така и чрез филм, добавени към изследователската документация, убедиха членовете на работната група да разглеждат Сугестопедията, поне в сравнение с традиционните методи, като процес, който като цяло води до по-добро обучение и е подходящ за много различни по тип обучаеми.
Все пак обаче, получената информация от упоменатите източници остава непълна и трябва да се обогати за постигане на систематична оценка, чрез обмен на всички данни от изследванията и мненията на експертите по темата.
3. Експертите разпределиха своите препоръки в три области, в които сугестопедията може да се използва (класирани по важност, намаляваща във всяка точка):
3.1 Изследователска дейност и експериментиране
— Приоритетно:
a) Сугестопедията би трябвало да се използва преди всичко за работа върху педагогически проблеми, особено върху проблемите на ограмотяването и езиковото обучение, като един от многото възможни методи за това.

b) Международна интердисциплинарна комисия от експерти да се събира редовно през определени времеви интервали с цел обмен на информация и координация на изследователската дейност.
c) Да се сформира интердисциплинарна група от изследователи и специализирани преподаватели, която:
– да разработи материали по сугестопедия за обучение и оценяване;
– да открие нови приложения на сугестопедията;
– да продължи изучаването на неврологичните основи на сугестопедията;
– да изучава последиците от сугестопедията в дългосрочен план.
Валидността на това изследване да бъде разглеждана както във външен, така и във вътрешен план.
d) Проучванията в сугестопедията да се извършват на разнообразни места така, че да се определят възможностите за приложение на метода в различни културни и социални среди.
— С по-малка важност:
a) Да се улесни и координира обмена на изследователска информация.

b) Да се наблегне на приложението на Сугестопедията в началното училище на развиващите се страни.

c) Да се изучи проблема с дислексията в международен аспект с помощта на сугестопедията.

d) Да се разработят писмени насоки за оценка на филми, учебни материали и посещения на училища от външни изследователи.

e) Да се публикува международно списание по сугестология и сугестопедия на различни езици, което да съдържа статии на избран от всеки автор език, но с резюмета на повече езици като български, руски, унгарски, немски, полски, френски и испански.
— Евентуално:
Да се публикува международно списание едновременно на няколко езика.
3.2 Обучение на преподавателите
— Приоритетно
a) Във всяка страна всички молби за стипендии за обучение на преподаватели да се адресират по официален път.

b) Да се установят норми за подготовка, сертифициране и поддържане качеството на обучение по сугестопедия.

c) Обучение на преподаватели по сугестопедия да започне възможно най-скоро.
— От по-малка важност:
Необходимо е да се използва скала на компетентност, която да отразява растящото ниво на учителската подготовка при издаване на съответното удостоверение.
3.3 Центрове
— Приоритетно:
a) Да се създаде Международна Асоциация по сугестология и сугестопедия, която да бъде член на ЮНЕСКО. Що се отнася до подготовката, проучванията и координацията, както и публикуване на резултатите, тя ще се ръководи и подпомага от д-р Лозанов.

b) Да се създаде Международен център за подготовка на преподаватели в София. Този център ще бъде под контрола на Международната асоциация по сугестология и сугестопедия.
— От по-малка важност:
В близко бъдеще да се създаде информационен център, чиято задача ще бъде да разпространява информация, свързана със сугестологията и сугестопедията.
Отправена е покана към ЮНЕСКО да окаже съдействие и подкрепа на всички предложени дейности с всички възможни средства и в рамките на действащите международни закони.

### Австрия
През пролетта на 1978 г. директорът на Академията по педагогика във Виена – д-р Франц Бер (Franz Beer), публикува в САЩ (The Journal of Suggestive-Accelerative Learning and Teaching, Volume 3, Number 1, Spring 1978 ) резултатите от успешно проведен училищен експеримент „Сугестопедия в началното училище“.

### Канада
През 70-те години на 20 век Канада прилага сугестопедичната система в една нова двуезична програма за подготовка на своите държавни служители. 

### Русия
„Г. Китайгородска, която е преподавател в Московския институт за чужди езици „М.Торез“, не само изучава задълбочено теорията и практиката на Лозанов, но създава научен колектив, който разработва и експериментира проблема, и доказва практическата му приложимост в условията на Руската федерация.“ 

Георги Лозанов е включен и в Руската педагогическа енциклопедия. 

### САЩ
На основа идеите на д-р Лозанов, през 70-те години в САЩ се разработва програма за ускоряване процеса на обучение, наричана suggestive accelerated learning and teaching techniques (SALTT).

Извършени са изследвания, като сугестопедията е използвана за обучение по английски, немски, испански, руски, фински и др. езици. Резултатите са показали, че овладяването на съответния език е 2 – 3 пъти по-бързо, отколкото при стандартната методика. Сугестопедията е приложена успешно и по други учебни предмети с ученици от различни образователни нива .

### България
Комисия от осем български учени, назначена с обща Заповед № 6705 от 20.10.1970 г. на Министъра на Народната Просвета и Министъра на Народното Здраве, дава положителна оценка за здравословното и психотерапевтично влияние на сугестопедията. .

## Критика
През 1979 г. Thomas Scovel, приложен лингвист в Института за чужди езици в Тиендзин, Китай, публикува рецензия  на книгата на Лозанов – „Suggestology and Outlines of Suggestopedy“ (Библ. т.19). В публикацията си (стр.256) той споменава, че „Описа̀ния на невероятните успехи на сугестопедията са публикувани в списания „Psychology today“ (Август, 1977) и „Parade“ (Март, 1978), последното има над 30 милиона читателя в САЩ.“ Признава, че „има техники и процедури, които може да се окажат полезни в чуждо езиковата класна стая“ (стр.265) и отбелязва, че Лозанов недвусмислено се противопоставя на еклектичното използване на отделни техники извън цялостния подход на сугестопедичната наука. 

Scovel оспорва коректността на представените резултати, постановката на някои от проведените експерименти и не признава основните принципи на методиката. От рецензията не става ясно, дали той е провел собствени експерименти, които да проверят посочените от Лозанов резултати.

Рецензията му завършва със следните думи: „Ако въобще нещо сме научили от 70-те години, то е, че изкуството на преподаване на чужди езици ще се възползва много малко от псевдонауката на сугестологията“ (стр.266).
През 2001 г. издателството на университета в Кеймбридж, публикува книга за различните подходи и методи на езиково обучение , в която е разгледана и сугестопедията (стр.100 – 107). Описани са накратко неспецифичните комуникативни средства: авторитет, инфантилизация, двуплановост, интонация, ритъм и концертната псевдопасивност. Описано е и как в общи линии протича един сугестопедичен курс. В заключението е посочено, че „Сугестопедията е получила възторжена рецензия в списание „Parade“ (Март, 1978)“, представени са и горепосочените извадки от рецензията на T.Scovel (стр.106, 1-ви абзац).